# 2391 Tomita
2391 Tomita este un asteroid din centura principală, descoperit pe 9 ianuarie 1957, de Karl Reinmuth.